# Бейлор (округ)
Бейлор (англ. Baylor County) — округ, расположен в США, штате Техас. Официально образован в 1858 году из части округа Фаннин, и назван в честь Генри Бейлора — хирурга техасских рейнждеров во время американо-мексиканской войны. По состоянию на 2000 год, численность населения составляла 4093 человека. Окружным центром является город Симор.

## География
По данным Бюро переписи США, общая площадь округа равняется 2334 км², из которых 2255 км² суша и около 78 км² или 3,36 % это водоёмы.

### Соседние округа
- Арчер (восток)
- Нокс (запад)
- Трокмортон (юг)
- Уилбаргер (север)
- Форд (северо-запад)

## Демография
По данным переписи населения 2000 года в округе проживало 4093 жителей, в составе 1791 хозяйств и 1156 семей. Плотность населения была менее 2 человека на 1 квадратный километр. Насчитывалось 2820 жилых дома, при плотности покрытия 1 постройка на 1 квадратный километр. По расовому составу население состояло из 90,96 % белых, 3,35 % чёрных или афроамериканцев, 0,59 % коренных американцев, 0,51 % азиатов, 0,12 % коренных гавайцев и других жителей Океании, 3,32 % прочих рас и 1,15 % представители двух или более рас. 9,33 % населения являлись испаноязычными или латиноамериканцами.
Из 1791 хозяйств 25,2 % воспитывали детей возрастом до 18 лет, 53,5 % супружеских пар живущих вместе, в 8,2 % семей женщины проживали без мужей, 35,4 % не имели семей. На момент переписи 33,3 % от общего количества жили самостоятельно, 19,2 % лица старше 65 лет, жившие в одиночку. В среднем на каждое хозяйство приходилось 2,26 человека, среднестатистический размер семьи составлял 2,86 человека.
Показатели по возрастным категориям в округе были следующие: 23,4 % жители до 18 лет, 5,5 % от 18 до 24 лет, 21,4 % от 25 до 44 лет, 25,6 % от 45 до 64 лет, и 24,1 % старше 65 лет. Средний возраст составлял 45 лет. На каждых 100 женщин приходилось 89,5 мужчин. На каждых 100 женщин в возрасте 18 лет и старше приходилось 86,7 мужчин.
Средний доход на хозяйство в округе составлял 24 627 $, на семью — 34 583 $. Среднестатистический заработок мужчины был 21 607 $ против 19 571 $ для женщины. Доход на душу населения был 16 384 $. Около 12,9 % семей и 16,1 % общего населения находились ниже черты бедности. Среди них было 26,3 % тех кому ещё не исполнилось 18 лет, и 9 % тех кому было уже больше 65 лет.

## Политическая ориентация
На президентских выборах 2008 года Джон Маккейн получил 76,81 % голосов избирателей против 22,28 % у демократа Барака Обамы.
В Техасской палате представителей округ Бейлор числится в составе 68-го района. Интересы округа представляет республиканец Рик Хардкасл из Вернона.

## Населённые пункты

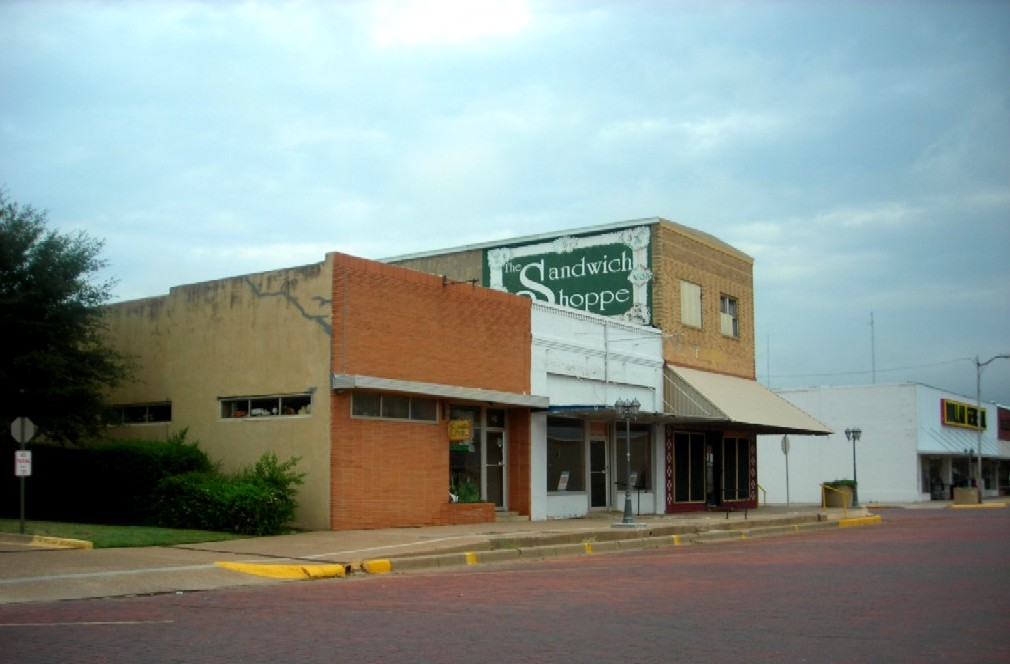
Магазины в центре Симора.

### Города
- Симор

### Немуниципальные территории
- Мабелл

## Образование
Большую часть жителей Бейлора обслуживает школьный округ Симор, небольшая часть которого расположена в соседнем округе Нокс. В свою очередь небольшой участок Бейлора попадает в сферу деятельности школьного округа Олни из округа Янг.
Согласно данным переписи населения 2000 года 21,2 % лиц достигших 25-летнего возраста и старше не имели диплома о среднем образовании. У 32,7 % жителей округа таковой диплом был. Около 8,7 % населения имели степень бакалавра, 2,3 % обладали степенью магистра, 0,2 % — докторской степенью. Степень доктора была только у женщин.